# Touraine-azay-le-rideau
Le touraine-azay-le-rideau, ou plus simplement un azay-le-rideau, est un vin produit autour d'Azay-le-Rideau, en Indre-et-Loire. Il s'agit d'une dénomination géographique au sein de l'appellation d'origine contrôlée touraine.

## Histoire

### Antiquité
Le vignoble d'Azay-le-Rideau est très certainement[réf. nécessaire] le berceau de la viticulture gallo-romaine en Touraine.

### Période contemporaine
L'appellation d'origine contrôlée (AOC) touraine est créée en 1939 pour les vins rouges et blancs, et en 1976 pour les vins rosés. Le cahier des charges de l'appellation est modifié en 2011.

## Situation géographique
Pour cette dénomination géographique, la récolte des raisins, la vinification et l'élevage des vins sont limités aux communes d'Artannes-sur-Indre, Azay-le-Rideau, Cheillé, Lignières-de-Touraine, Rivarennes, Saché, Thilouze et Vallères dans le département d'Indre-et-Loire.
Par dérogation, la production est aussi possible sur l'« aire de proximité immédiate », soit les communes d'Avon-les-Roches, Bréhémont, La Chapelle-aux-Naux, Cravant-les-Côteaux, Crissay-sur-Manse, Langeais, Panzoult, Rigny-Ussé, Saint-Benoît-la-Forêt et Villaines-les-Rochers.

### Géologie
Le vignoble est réparti sur deux types de sols : des sols d'argile à silex dits « perruches » (car les silex ont une forme recourbée comme les becs de perruches) et des sols argilo-calcaires dits « aubuis ».

### Climatologie
Le vignoble subit une influence océanique à l’ouest et une influence continentale à l’est.

## Vignoble

### Présentation
AOC comprenant une surface de production de 60 hectares dont 60 % de vins rosés .

### Encépagement
Pour les vins rosés, le cépage principal est le grolleau (au minimum 60 %), complété par du gamay, du côt, du cabernet franc et du cabernet sauvignon ; le vin blanc est produit uniquement avec du chenin blanc.

### Rendements
Rendement maximum : 55 hl/ha
Rendement butoir : 66 hl/ha
Perte du bénéfice de l'appellation : 85 pour le blanc et 80 hl/ha pour le rosé.

### Type de vins et gastronomie
Mariage avec les viandes blanches, la volaille et les fruits de mer, ainsi que les poissons.

## Producteurs de l'appellation
| Domaine                      | Producteur                           | En activité depuis |
| ---------------------------- | ------------------------------------ | ------------------ |
| Château de La Roche en Loire | Louis-Jean Sylvos                    | 2001               |
| Château de Laulée            | Marielle et Arnaud Henrion           | 2004               |
| Domaine Badiller             | Vincent et Pierre Badiller           |                    |
| Domaine Hauts-Baigneux       | Nicolas Grosbois et Philippe Mesnier |                    |
| Domaine Nicolas Paget        | Nicolas Paget                        | 2001               |
| Domaine Thierry Besard       | Thierry Besard                       | 1986               |
| Le sot de l'Ange             | Quentin Bourse                       | 2014               |
|                              | Jennifer Bariou et Thibaut Bodet     | 2015               |